# San Agustín, Salta
San Agustín är en ort i Argentina.   Den ligger i provinsen Salta, i den norra delen av landet, 1 300 km nordväst om huvudstaden Buenos Aires. San Agustín ligger 1 176 meter över havet och antalet invånare är 691.
Terrängen runt San Agustín är platt västerut, men österut är den kuperad. Närmaste större samhälle är Cerrillos, 12,2 km norr om San Agustín.
I omgivningarna runt San Agustín växer i huvudsak lövfällande lövskog. Runt San Agustín är det ganska tätbefolkat, med 60 invånare per kvadratkilometer.